# Isser Harel
Isser Harel (în ebraică איסר הראל‎‎), născut cu numele de Isser Halperin (n. 1912, Vitebsk, Imperiul Rus – d. 18 februarie 2003, Petah Tikva, Israel) a fost un ofițer și om politic israelian, care a îndeplinit funcția de director al Mossad (1952-1963).
În perioada 1948-1952, Isser Harel a fost șef al Serviciului General de Securitate ('Shin Bet' / 'Shabak').